# Mistrzostwa Polski w Biathlonie na Nartorolkach 2019
Mistrzostwa Polski w biathlonie na Nartorolkach 2019 odbyły się w Czarnym Borze w dniach od 20 do 22 września 2019 roku. O tytuł mistrza Polski biathloniści rywalizowali w dwóch konkurencjach – sprincie i biegu pościgowym.

## Seniorzy

### Sprint kobiet
Czarny Bór, 21 września 2019 roku
| Miejsce | Zawodniczka            | Klub                                   | Strzelanie | Czas    | Strata  |
| ------- | ---------------------- | -------------------------------------- | ---------- | ------- | ------- |
| 1       | Monika Hojnisz-Staręga | KS AZS AWF Katowice                    | 3 (0+3)    | 18:56,4 | –       |
| 2       | Magdalena Gwizdoń      | BLKS Żywiec                            | 1 (1+0)    | 19:13,7 | +17,3   |
| 3       | Kamila Żuk             | KS AZS AWF Katowice                    | 5 (2+3)    | 20:01,1 | +1:04,7 |
| 4       | Anna Mąka              | BKS WP Kościelisko                     | 3 (2+1)    | 20:16,9 | +1:20,5 |
| 5       | Joanna Jakieła         | BKS WP Kościelisko /SMS Zakopane       | 4 (2+2)    | 20:21,8 | +1:25,4 |
| 6       | Magda Piczura          | BKS WP Kościelisko /SMS Zakopane       | 2 (1+1)    | 20:30,4 | +1:34,0 |
| 7       | Karolina Pitoń         | BKS WP Kościelisko                     | 4 (3+1)    | 20:32,3 | +1:35,9 |
| 8       | Kamila Cichoń          | IKN GÓRNIK Iwonicz-Zdrój               | 1 (1+0)    | 21:11,3 | +2:14,9 |
| 8       | Natalia Tomaszewska    | KS AZS AWF Katowice /SMS Zakopane      | 4 (2+2)    | 21:11,3 | +2:14,9 |
| 10      | Karolina Janko         | UKS Statima Biathlon Team /SMS Chorzów | 4 (1+3)    | 21:16,4 | +2:20,0 |

### Sprint mężczyzn
Czarny Bór, 21 września 2019 roku
| Miejsce | Zawodnik               | Klub                                              | Strzelanie | Czas    | Strata  |
| ------- | ---------------------- | ------------------------------------------------- | ---------- | ------- | ------- |
| 1       | Grzegorz Guzik         | BLKS Żywiec                                       | 2 (2+0)    | 25:00,8 | –       |
| 2       | Mateusz Janik          | KS AZS AWF Wrocław                                | 3 (2+1)    | 26:12,1 | +1:11,3 |
| 3       | Przemysław Pancerz     | KS AZS AWF Wrocław /BOSSM Czarny Bór              | 3 (1+2)    | 26:21,2 | +1:20,4 |
| 4       | Andrzej Nędza-Kubiniec | BKS WP Kościelisko                                | 2 (2+0)    | 26:40,7 | +1:39,9 |
| 5       | Łukasz Szczurek        | BKS WP Kościelisko                                | 4 (1+3)    | 26:44,6 | +1:43,8 |
| 6       | Mateusz Gierczyk       | KS AZS AWF Wrocław /BOSSM Czarny Bór              | 2 (0+2)    | 27:36,1 | +2:35,3 |
| 7       | Tadeusz Nędza-Kubiniec | BKS WP Kościelisko /SMS Zakopane                  | 1 (0+1)    | 27:45,0 | +2:44,2 |
| 8       | Wojciech Skorusa       | BKS WP Kościelisko /SMS Zakopane                  | 2 (0+2)    | 28:07,6 | +3:06,8 |
| 9       | Łukasz Sidorowicz      | KS AZS AWF Katowice                               | 4 (2+2)    | 28:13,1 | +3:12,3 |
| 10      | Dawid Woźniak          | MKS Karkonosze Jelenia Góra /SMS Szklarska Poręba | 1 (0+1)    | 28:17,4 | +3:16,6 |

### Bieg pościgowy kobiet
Czarny Bór, 22 września 2019 roku
| Miejsce | Zawodniczka            | Klub                                   | Strzelanie  | Czas    | Strata  |
| ------- | ---------------------- | -------------------------------------- | ----------- | ------- | ------- |
| 1       | Monika Hojnisz-Staręga | KS AZS AWF Katowice                    | 5 (0+2+1+2) | 29:27,5 | –       |
| 2       | Kamila Żuk             | KS AZS AWF Katowice                    | 5 (2+1+0+2) | 29:40,0 | +12,5   |
| 3       | Magdalena Gwizdoń      | BLKS Żywiec                            | 2 (0+0+0+2) | 29:59,9 | +32,4   |
| 4       | Anna Mąka              | BKS WP Kościelisko                     | 3 (1+0+1+1) | 31:05,1 | +1:37,6 |
| 5       | Karolina Pitoń         | BKS WP Kościelisko                     | 5 (0+3+1+1) | 31:58,3 | +2:30,8 |
| 6       | Magda Piczura          | BKS WP Kościelisko /SMS Zakopane       | 3 (0+0+2+1) | 32:11,6 | +2:44,1 |
| 7       | Joanna Jakieła         | BKS WP Kościelisko /SMS Zakopane       | 8 (4+1+1+2) | 32:57,8 | +3:30,3 |
| 8       | Natalia Tomaszewska    | KS AZS AWF Katowice /SMS Zakopane      | 5 (1+1+2+1) | 33:23,4 | +3:55,9 |
| 9       | Kamila Cichoń          | IKN GÓRNIK Iwonicz-Zdrój               | 4 (2+0+1+1) | 34:54,2 | +5:26,7 |
| 10      | Wiktoria Celczyńska    | UKS Statima Biathlon Team /SMS Chorzów | 4 (0+3+0+1) | 36:20,6 | +6:53,1 |

### Bieg pościgowy mężczyzn
Czarny Bór, 22 września 2019 roku
| Miejsce | Zawodnik               | Klub                                    | Strzelanie   | Czas    | Strata  |
| ------- | ---------------------- | --------------------------------------- | ------------ | ------- | ------- |
| 1       | Grzegorz Guzik         | BLKS Żywiec                             | 7 (1+2+2+2)  | 34:18,5 | –       |
| 2       | Mateusz Janik          | KS AZS AWF Wrocław                      | 5 (2+1+0+2)  | 34:41,5 | +23,0   |
| 3       | Andrzej Nędza-Kubiniec | BKS WP Kościelisko                      | 4 (1+2+0+1)  | 36:11,9 | +1:30,4 |
| 4       | Łukasz Szczurek        | BKS WP Kościelisko                      | 9 (2+2+3+2)  | 34:59,2 | +2:17,7 |
| 5       | Tadeusz Nędza-Kubiniec | BKS WP Kościelisko /SMS Zakopane        | 4 (1+2+1+0)  | 36:45,5 | +2:27,0 |
| 6       | Marcin Szwajnos        | BKS WP Kościelisko /SMS Zakopane        | 4 (2+1+0+1)  | 37:12,9 | +2:54,4 |
| 7       | Przemysław Pancerz     | KS AZS AWF Wrocław /BOSSM Czarny Bór    | 10 (2+2+2+4) | 37:17,0 | +2:58,5 |
| 8       | Łukasz Bałęczny        | KS AZS AWF Katowice /SMS Duszniki Zdrój | 5 (0+1+2+2)  | 37:19,2 | +3:00,7 |
| 9       | Mateusz Gierczyk       | KS AZS AWF Wrocław /BOSSM Czarny Bór    | 5 (1+2+0+2)  | 37:53,3 | +3:34,8 |
| 10      | Łukasz Sidorowicz      | KS AZS AWF Katowice                     | 6 (1+1+3+1)  | 38:09,8 | +3:51,3 |